# Tim Tebow

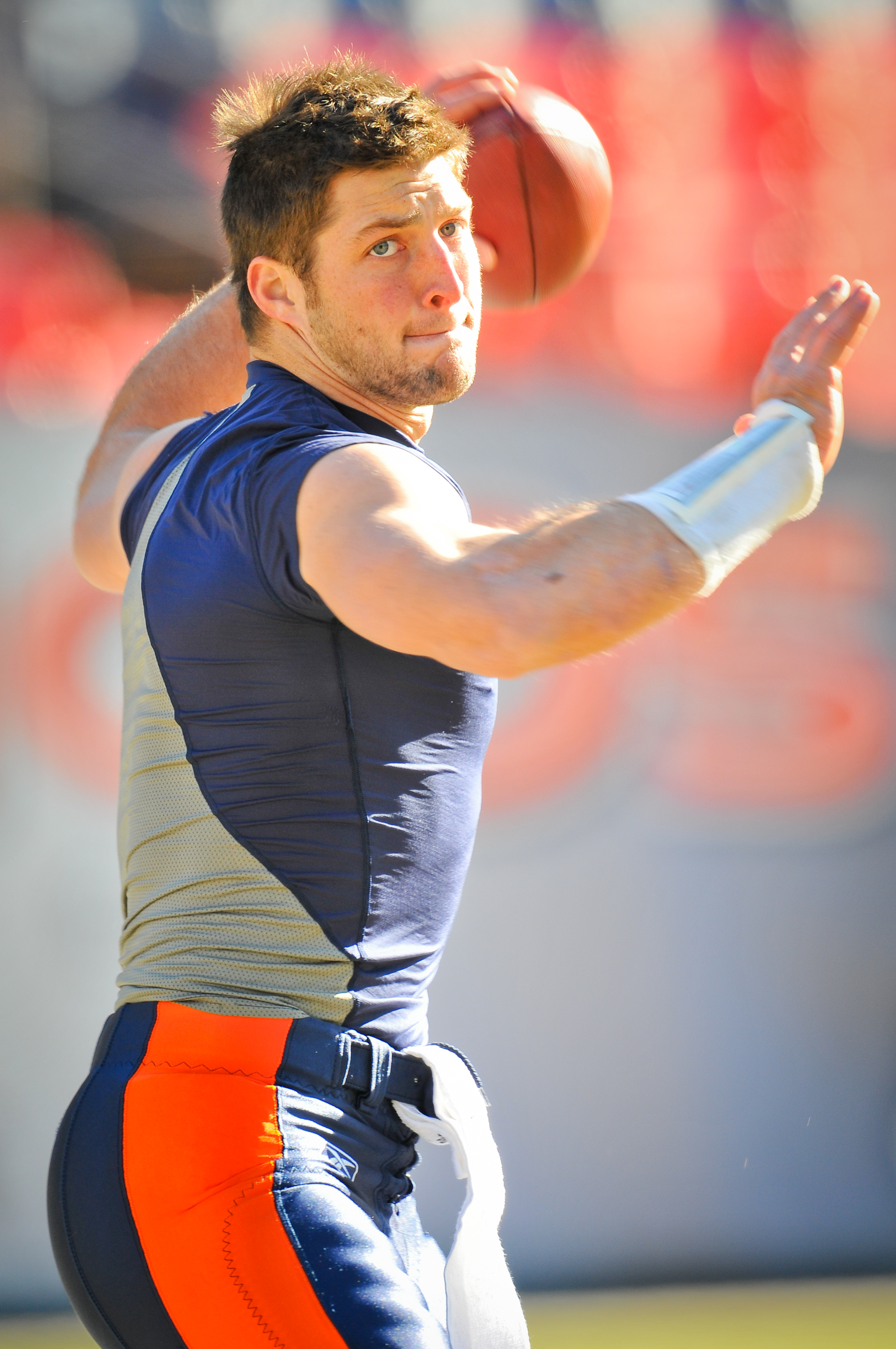
Tim Tebow

Timothy Richard Tebow (Makati, 14 augustus 1987) is een Amerikaans voormalig Americanfootballspeler, voormalig honkballer en tv-persoonlijkheid. Als college football-speler won hij in 2007 de Heismantrofee, spelend voor de Universiteit van Florida. Tebow speelde van juni tot augustus 2013 als quarterback voor de New England Patriots in de National Football League (NFL), nadat hij eerder voor de New York Jets en de Denver Broncos uitkwam. Van 2017 tot 2021 speelde Tim Tebow honkbal als buitenvelder in de Minor league bij de New York Mets.

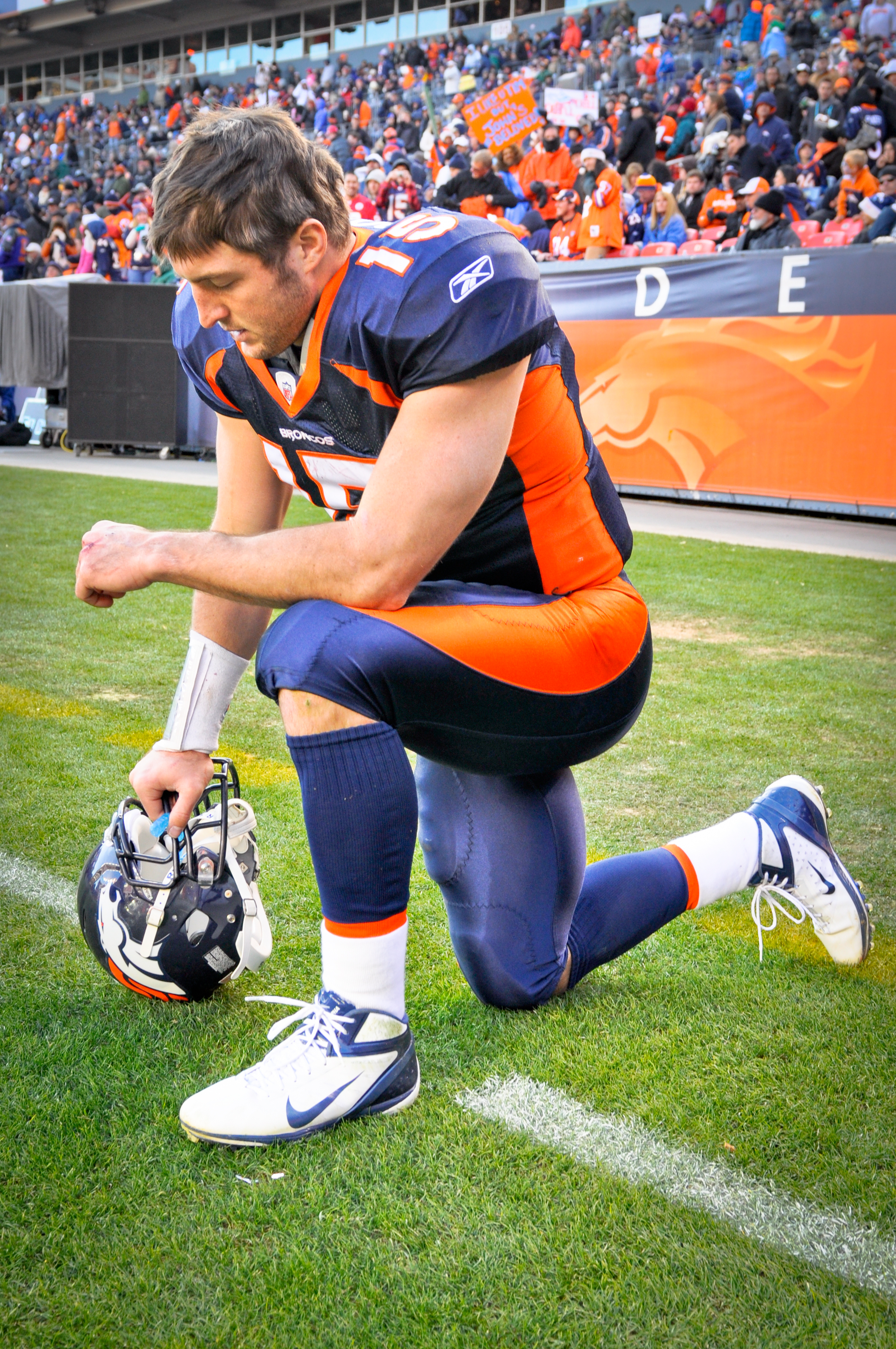
Tebowing

Tebow is een uitgesproken christen. Hij steunt verschillende evangelische christelijke figuren in het land en deelt zijn geloof in scholen, conferenties en op andere gelegenheden. Het neologisme tebowing is ontstaan om Tebows manier van knielen – om op het sportveld te bidden – aan te duiden.
Hij trouwde op 20 januari 2020 met de Zuid-Afrikaanse miss Demi-Leigh Nel-Peters.